# Pedicularis wilhelmsiana
Pedicularis wilhelmsiana là loài thực vật có hoa thuộc họ Cỏ chổi. Loài này được Fisch. ex M.Bieb. mô tả khoa học đầu tiên năm 1819.